# Elecciones regionales de Cerdeña de 2019
Las elecciones regionales de Cerdeña de 2019 tuvieron lugar el 24 de febrero de 2019. La elección fue para elegir los 59 escaños del Consejo Regional de Cerdeña, así como para el Presidente de la Región que, junto con el candidato presidencial segundo clasificado, también se convertirían en miembros del Consejo Regional.
Esta fue la primera elección regional de Cerdeña con la participación de Lega y M5S. El presidente en ejercicio (Francesco Pigliaru, PD) no se postuló para un segundo mandato.
La votación resultó en la elección de Christian Solinas, el candidato del centroderecha, como presidente de la región con el 47,8% de los votos. El candidato del centroizquierda, el alcalde de Cagliari Massimo Zedda, quedó en segundo lugar con el 33%. El candidato del Movimiento 5 Estrellas, Francesco Desogus, recibió el 11% de los votos.

## Sistema electoral
La ley electoral está establecida por la Ley Regional Estatutaria n. 1 de 12 de noviembre de 2013, y es la misma ley que estaba en vigor para las elecciones de 2014. El Consejo Regional está formado por 60 consejeros. La ley prevé una sola vuelta, con votación por lista, la posibilidad de expresar una preferencia dentro de la lista elegida y votar por el candidato a presidente, en una sola papeleta. Es posible votar por una lista y un candidato a la presidencia que no estén relacionados entre sí ("votación separada", Art. 9). En diciembre de 2018, el Consejo Regional de Cerdeña aprobó una enmienda a la ley electoral, aplicada por primera vez con motivo de esta consulta, que permite la doble preferencia de género: en la papeleta el votante puede expresar dos preferencias, siempre que sean de diferente género (para un hombre y para una mujer o viceversa); de lo contrario, la segunda preferencia se anula y solo la primera sigue siendo válida.
Es electo Presidente de la Región el candidato que obtenga la mayoría (aunque sea sólo relativa) de los votos (artículo 1, párrafo 4). A las listas vinculadas al presidente electo se les asigna finalmente una prima de gobernabilidad en la siguiente medida: 60% de los escaños si el presidente electo ha obtenido un porcentaje de preferencias superior al 40%; El 55% de los escaños si el presidente electo ha obtenido un porcentaje de preferencia entre el 25% y el 40%, mientras que no se otorga la bonificación si el presidente es elegido con menos del 25% (Art. 13). La ley establece un umbral electoral del 10% para las coaliciones y del 5% para las listas no coaliciones (artículo 1, párrafo 7). No se prevén umbrales para listas dentro de coaliciones que hayan superado el 10%.

### Circunscripciones electorales
Según el art. 3 de la Ley Orgánica núm. 1/2013, el territorio de la Región se divide en los ocho distritos electorales de Cáller, Carbonia-Iglesias, Medio Campidano, Nuoro, Ogliastra, Olbia-Tempio, Oristán y Sácer, es decir, equivalente a la antigua subdivisión de provincias vigente hasta 2016. El complejo de distritos constituye el colegio regional único a los efectos del cálculo de los votos atribuidos a los candidatos al cargo de Presidente de la Región y la asignación y distribución de escaños entre coaliciones y grupos de listas.
Los escaños asignados a las circunscripciones son los siguientes:
| Circunscripción electoral                       | Escaños |  |
| Cagliari                                        | 20      |  |
| Sácer                                           | 12      |  |
| Nuoro                                           | 6       |  |
| Olbia-Tempio                                    | 6       |  |
| Oristán                                         | 6       |  |
| Carbonia-Iglesias                               | 4       |  |
| Medio Campidano                                 | 3       |  |
| Ogliastra                                       | 2       |  |
| Segundo lugar entre los candidatos a presidente | 1       |  |
| Total                                           | 60      |  |

### Suscripción y composición de candidatos y listas
Las listas de candidatos de cada circunscripción deben estar firmadas por no menos de 500 y no más de 1.000 electores inscritos en las listas electorales de los municipios de la circunscripción para las circunscripciones de hasta 500.000 habitantes o por no menos de 1.000 y no más de 1500 electores inscritos en la listas electorales de los municipios de la circunscripción para distritos superiores a 500.000 habitantes. La recogida de dichas firmas está exenta si la lista está representada por "marcas utilizadas tradicionalmente o reconocidas oficialmente por partidos políticos o agrupaciones o movimientos de carácter nacional o regional que hayan elegido, en la legislatura actual en la fecha de la convocatoria de los mítines, un su representante en el Consejo Regional o al que, con declaración formal, se adhiera al menos un consejero regional en ejercicio en la fecha de convocatoria de los mítines electorales" y en el caso de que la lista se distinga por un logo compuesta que contenga la de un partido o grupo político exento de este cargo. Este aspecto de la ley electoral hizo que, dados los candidatos elegidos, la única lista obligada a recolectar y presentar las firmas necesarias fuera la del Movimiento 5 Estrellas.
Cada lista de distrito debe incluir un número de candidatos no menor de dos tercios (redondeado a la unidad más cercana) de los escaños asignados al distrito y no más (en distritos electorales con al menos tres escaños) que el número de escaños asignados (incrementado en una unidad si el número de escaños es impar). Al presentar cada lista, se requiere una declaración de vinculación con el candidato a la Presidencia de la Región, así como cada candidato a la Presidencia debe declarar la vinculación con uno o más grupos de listas. No se invita expresamente a las coaliciones eventuales a indicar un nombre de la coalición en sí.

## Presentación de candidaturas
- El 24 de noviembre Massimo Zedda, alcalde de Cáller, anunció al final de una reunión pública en Milis su voluntad de ser el candidato a la presidencia de una coalición de centroizquierda,[9] recibiendo a los tres días el apoyo del Partido Democrático, que renunció a la idea de realizar las primarias de la coalición.[10] El 15 de diciembre, con motivo de la presentación del nombre del candidato en las elecciones complementarias para un escaño en la Cámara de Diputados, se oficializa el nombre y símbolo de la coalición; Progresistas de Cerdeña. A ella asisten el Partido Democrático, Libres e Iguales, la Unión Popular Cristiana, Campo Progresista Cerdeña, Posible, el Partido Socialista Italiano, Futura, Italia en Común, los Radicales Sardos y Proyecto Comunista.[11]
- El centroderecha, el 25 de noviembre, durante la última jornada del XXXIV Congreso Nacional del Partido Sardo de Acción celebrado en Cáller, lanza la candidatura del secretario del partido Christian Solinas,[12] hecho oficial unos días después por la mesa de coalición convocada en Barumini. Además del PSd'Az, participa en la coalición la Liga (que se presenta por primera vez en Cerdeña), Forza Italia, Hermanos de Italia, Unión de Centro, Unión Demócrata Sarda, Cerdeña20Veinte, Movimiento Cívico Cerdeña, Fortza París, Energías para Italia y los Reformadores Sardos.[13]
- El Movimiento 5 Estrellas, ausente en consultas previas, inicialmente eligió al exalcalde de Assemini Mario Puddu como candidato a la presidencia, a través de primarias en línea, el primero en salir al campo oficialmente. El 18 de octubre de 2018, sin embargo, Puddu fue condenado por abuso de poder por un incidente que se remonta al período en el que era alcalde, y retira su candidatura.[14] Tras una nueva ronda de votaciones en línea en la plataforma Rousseau, con 450 votos en total sobre 1.350, el Movimiento formaliza la candidatura de Francesco Desogus el 4 de diciembre.[15]
- El Partido de los Sardos, un partido independentista liberal, lanzó la propuesta de Primarias en septiembre, también abierta a partidos pro italianos, siempre que declaren que reconocen a Cerdeña como una nación con intereses específicos;[16] la pregunta (Se comparte que el pueblo sardo, con su historia milenaria mediterránea y europea, tiene derecho a la autodeterminación, es decir a elegir pacíficamente sus propias formas de autogobierno. Partiendo de esta conciencia, ¿cree que se puede decir lo siguiente? "Cerdeña es una nación, es decir, una comunidad que tiene sus propios derechos e intereses, que como tal necesita mayores poderes para interpretarlos, defenderlos, afirmarlos") sin embargo, se formalizó con un referéndum con motivo de las mismas primarias, pero se liberó de la elección del candidato; votaron 18.552 de los 20.610 votantes registrados: el "Sí" obtuvo 17.725 votos, el "No" 396 y los votos en blanco fueron 431. Sin embargo, formaciones ajenas al propio partido no respondieron al llamamiento, por lo que las rebautizadas Primarias se convirtieron en elecciones normales dentro del propio partido. La votación, que tuvo lugar en línea del 6 al 16 de diciembre, eligió y formalizó con 15.452 votos a su favor la candidatura del secretario Paolo Maninchedda, exconsejero de Transportes de la junta de Pigliaru.[17][18][19]
- El 4 de octubre Andrea Murgia es la candidata oficial de la coalición independentista de izquierda Autodeterminación, alianza compuesta por Rossomori, Independencia República de Cerdeña, Sardigna Natzione Indipendentzia, Liberu, Cerdeña Posible, Gentes y Radicales Sardos.[20] Estos últimos son expulsados del proyecto el 8 de diciembre de 2018 porque mantuvieron conversaciones con la coalición de centroizquierda formada posteriormente, relaciones que no cumplen con el estatuto de la coalición.[21] El 19 de diciembre AutodetermiNación anuncia la ampliación del "proyecto por Cerdeña que cada día es más amplio y plural" con una declaración conjunta firmada por Andrea Murgia, Roberto Mirasola en nombre de parte de los escindidos de Izquierda Italiana y Cerdeña Libre de Claudia Zuncheddu.[22] Sin embargo, el 18 de enero de 2019 el movimiento Sardos Libres anuncia la entrada de Zuncheddu en su movimiento.
- El 15 de diciembre se conforma un tercer polo independentista transpartidario, denominado Sardos Libres, integrado por la formación conservadora del exdiputado Mauro Pili Unidos, el socialdemócrata ProgReS - Proyecto República y algunos exmiembros centristas del PSd'Az, en desacuerdo con la corriente de Christian Solinas.[23] El 23 de diciembre, en una reunión de la coalición recién formada en Ghilarza, Mauro Pili fue elegido candidato a la presidencia.[24] El 18 de enero de 2019 se suma el movimiento Cerdeña Libre de Claudia Zuncheddu.
- El 7 de diciembre la magistrada Inés Simona Pisano anunció su candidatura como derechista independiente,[25] nacida en Bosa pero residiendo en Roma durante algún tiempo;[26] su candidatura contó con el apoyo del Movimiento Nacional por la Soberanía.[27] Sin embargo, el 18 de enero de 2019 anunció la retirada de su candidatura a la presidencia.[28]
- El 14 de enero, simultáneamente a la entrega de los símbolos, la periodista y escritora Vindice Lecis anunció su candidatura, apoyada por la lista Refundación Comunista-PCI-Izquierda Sarda.[29]

## Campaña
El 13 de febrero determinados grupos de ganaderos de la región anunciaron un ultimátum de que si no se evitaba la bajada de precios bloquearían las entradas a los colegios electorales el día de las elecciones.

## Partidos y candidatos
| Partido político o alianza | Partido político o alianza                                              | Listas constituyentes                                                   | Listas constituyentes                                                   | Resultado previo | Resultado previo | Candidato         | Candidato |
| Partido político o alianza | Partido político o alianza                                              | Listas constituyentes                                                   | Listas constituyentes                                                   | Votos (%)        | Escaños          | Candidato         | Candidato |
| -------------------------- | ----------------------------------------------------------------------- | ----------------------------------------------------------------------- | ----------------------------------------------------------------------- | ---------------- | ---------------- | ----------------- | --------- |
|                            | Progresistas de Cerdeña                                                 |                                                                         | Partido Democrático (PD)                                                | 22,1             | 18               | Massimo Zedda     |           |
|                            | Progresistas de Cerdeña                                                 | Unión Popular Cristiana–Partido Socialista Italiano (UPC–PSI)           | 3.1                                                                     | 2                |                  | Massimo Zedda     |           |
|                            | Progresistas de Cerdeña                                                 | Campo Progresista Cerdeña (CP)                                          | —                                                                       | —                |                  | Massimo Zedda     |           |
|                            | Progresistas de Cerdeña                                                 | Libres e Iguales Cerdeña (LeU)                                          | —                                                                       | —                |                  | Massimo Zedda     |           |
|                            | Progresistas de Cerdeña                                                 | Nosotros, Cerdeña                                                       | —                                                                       | —                |                  | Massimo Zedda     |           |
|                            | Progresistas de Cerdeña                                                 | Cerdeña en Común (incl. Futura, POS, +Eu, FdV, Radicales Sardos)        | —                                                                       | —                |                  | Massimo Zedda     |           |
|                            | Progresistas de Cerdeña                                                 | Futuro Común                                                            | —                                                                       | —                |                  | Massimo Zedda     |           |
|                            | Progresistas de Cerdeña                                                 | Proyecto Comunista por Cerdeña (PCpS)                                   | —                                                                       | —                |                  | Massimo Zedda     |           |
|                            | Coalición de centroderecha                                              |                                                                         | Forza Italia (FI)                                                       | 18,5             | 10               | Christian Solinas |           |
|                            | Coalición de centroderecha                                              | Unión de Centro (UdC)                                                   | 7,6                                                                     | 4                |                  | Christian Solinas |           |
|                            | Coalición de centroderecha                                              | Reformadores Sardos (RS)                                                | 6,0                                                                     | 3                |                  | Christian Solinas |           |
|                            | Coalición de centroderecha                                              | Partido Sardo de Acción (PSd'Az)                                        | 4,7                                                                     | 3                |                  | Christian Solinas |           |
|                            | Coalición de centroderecha                                              | Hermanos de Italia (FdI)                                                | 2,8                                                                     | 1                |                  | Christian Solinas |           |
|                            | Coalición de centroderecha                                              | Unión Demócrata Sarda (UDS)                                             | 2,6                                                                     | 1                |                  | Christian Solinas |           |
|                            | Coalición de centroderecha                                              | Fortza París (FP)                                                       | 0,7                                                                     | –                |                  | Christian Solinas |           |
|                            | Coalición de centroderecha                                              | Liga (Lega)                                                             | —                                                                       | —                |                  | Christian Solinas |           |
|                            | Coalición de centroderecha                                              | Energías para Italia (EpI) (incl. ALI, PRI y PLI)                       | —                                                                       | —                |                  | Christian Solinas |           |
|                            | Coalición de centroderecha                                              | Cerdeña20Veinte                                                         | —                                                                       | —                |                  | Christian Solinas |           |
|                            | Coalición de centroderecha                                              | Movimiento Cívico Cerdeña (MCS)                                         | —                                                                       | —                |                  | Christian Solinas |           |
|                            | Movimiento 5 Estrellas (M5S)                                            | Movimiento 5 Estrellas (M5S)                                            | Movimiento 5 Estrellas (M5S)                                            | —                | —                | Francesco Desogus |           |
|                            | Sardos Libres (incl. ProgReS y Unidos)                                  | Sardos Libres (incl. ProgReS y Unidos)                                  | Sardos Libres (incl. ProgReS y Unidos)                                  | 5,6              | –                | Mauro Pili        |           |
|                            | Autodeterminación (ADN) (incl. RM, iRS y SN)                            | Autodeterminación (ADN) (incl. RM, iRS y SN)                            | Autodeterminación (ADN) (incl. RM, iRS y SN)                            | 3,4              | 3                | Andrea Murgia     |           |
|                            | Partido de los Sardos (PdS)                                             | Partido de los Sardos (PdS)                                             | Partido de los Sardos (PdS)                                             | 2,7              | 2                | Paolo Maninchedda |           |
|                            | Refundación Comunista–Comunistas Italianos–Izquierda Sarda (PRC–PCI–SS) | Refundación Comunista–Comunistas Italianos–Izquierda Sarda (PRC–PCI–SS) | Refundación Comunista–Comunistas Italianos–Izquierda Sarda (PRC–PCI–SS) | 2,0              | 2                | Vindice Lecis     |           |

1. ↑  1.7 % de los votos a UPC, 1.4 % de los votos a PSI.
2. ↑  1 escaño a UPC, 1 escaño a PSI.
3. ↑  2,8 % de los votos a ProgReS, 2.8 % de los votos a Unidos.
4. ↑  2.6 % de los votos a RM, 0,8 % de los votos a iRS.
5. ↑  2 escaños a RM, 1 escaño a iRS.

## Encuestas de opinión
Boca de urna
| Fecha       | Tamaño de la muestra | Zedda       | Solinas                | Desogus   | Pili | Otros | Dif. |      |     |     |      |
| ----------- | -------------------- | ----------- | ---------------------- | --------- | ---- | ----- | ---- | ---- | --- | --- | ---- |
| Fecha       | Tamaño de la muestra | 24 Feb 2019 | Resultados electorales | 32,9      | 47,8 | Otros | Dif. | 11,2 | 2,3 | 5,8 | 14,9 |
| 24 Feb 2019 | Consorzio Opinio     | 35,0–39,0   | 36,5–40,5              | 13,5–17,5 | N/A  | N/A   | 1,5  |      |     |     |      |
| 29 Ene 2019 | SWG                  | 31,0        | 35,0                   | 24,0      | 5,0  | 5,0   | 4,0  |      |     |     |      |
| 26 Nov 2018 | Euromedia            | 29,3        | 43,7                   | 27,0      | N/A  | N/A   | 14,4 |      |     |     |      |
| Oct 2018    | SWG                  | 29,0        | 38,0                   | 28,0      | N/A  | 5,0   | 9,0  |      |     |     |      |

### Bocas de urna equivocadas y lentitud en el conteo
Inmediatamente después del cierre de las urnas, se publicó una encuesta a boca de urna en la que se esperaba un cara a cara entre Solinas y Zedda. El conteo de votos dio un resultado notablemente diferente de esta predicción. También ha surgido controversia debido a la lentitud en el recuento y la difusión de datos. Los retrasos se deben no solo a la complejidad del sistema electoral, sino también a las directivas regionales que establecían, por ejemplo, que los municipios con menos de 10 secciones enviaban datos solo cuando el conteo estaba completamente concluido, y los municipios más grandes enviaban los primeros datos solo a 25% del recuento. En la tarde del 2 de marzo, 6 días después de las elecciones, el sitio web oficial de la región reporta los resultados de solo 1806 secciones de 1840 para las listas. El 7 de marzo de 2019, la presidenta del Tribunal de Apelación de Cagliari, Gemma Cucca, anunció que se necesitaría un poco más de tiempo para conocer los datos definitivos de las elecciones regionales en Cerdeña y para la consiguiente proclamación de los 60 consejeros electos, gobernador incluido. La proclamación oficial de los electos tuvo lugar el 20 de marzo, casi un mes después del día de las elecciones.

## Resultados
| |                                    |           |        |         |                                                     |                                                            |         |        |         |
| Candidatos                                                                                                  | Candidatos                         | Votos     | %      | Escaños | Partidos                                            | Partidos                                                   | Votos   | %      | Escaños |
| | Christian Solinas                  | 364.059   | 47,78  | 1       |                                                     | Liga                                                       | 81.421  | 11,40  | 8       |
| | Christian Solinas                  | 364.059   | 47,78  | 1       | Partido Sardo de Acción                             | 70.434                                                     | 9,86    | 7      |         |
| | Christian Solinas                  | 364.059   | 47,78  | 1       | Forza Italia                                        | 57.430                                                     | 8,04    | 5      |         |
| | Christian Solinas                  | 364.059   | 47,78  | 1       | Reformadores Sardos                                 | 36.299                                                     | 5,08    | 4      |         |
| | Christian Solinas                  | 364.059   | 47,78  | 1       | Hermanos de Italia                                  | 33.716                                                     | 4,72    | 3      |         |
| | Christian Solinas                  | 364.059   | 47,78  | 1       | Cerdeña20Veinte                                     | 29.473                                                     | 4,12    | 3      |         |
| | Christian Solinas                  | 364.059   | 47,78  | 1       | Unión de Centro                                     | 26.948                                                     | 3,77    | 3      |         |
| | Christian Solinas                  | 364.059   | 47,78  | 1       | Movimiento Cívico Cerdeña                           | 11.689                                                     | 1,63    | 1      |         |
| | Christian Solinas                  | 364.059   | 47,78  | 1       | Fortza París                                        | 11.611                                                     | 1,62    | 1      |         |
| | Christian Solinas                  | 364.059   | 47,78  | 1       | Unión Demócrata Sarda                               | 7.828                                                      | 1,09    | –      |         |
| | Christian Solinas                  | 364.059   | 47,78  | 1       | Energías para Italia                                | 3.505                                                      | 0,49    | –      |         |
| Total | Total                              | 364.059   | 47,78  | 1       | 370.354                                             | 51,87                                                      | 35      |        |         |
| | Massimo Zedda                      | 250.797   | 32,92  | 1       |                                                     | Partido Democrático                                        | 96.235  | 13,47  | 8       |
| | Massimo Zedda                      | 250.797   | 32,92  | 1       | Libres e Iguales Cerdeña                            | 27.077                                                     | 3,79    | 2      |         |
| | Massimo Zedda                      | 250.797   | 32,92  | 1       | Campo Progresista Cerdeña                           | 22.671                                                     | 3,17    | 2      |         |
| | Massimo Zedda                      | 250.797   | 32,92  | 1       | Nosotros, Cerdeña                                   | 20.011                                                     | 2,80    | 2      |         |
| | Massimo Zedda                      | 250.797   | 32,92  | 1       | Futuro Común                                        | 18.750                                                     | 2,62    | 2      |         |
| | Massimo Zedda                      | 250.797   | 32,92  | 1       | Cerdeña en Común                                    | 17.566                                                     | 2,46    | 1      |         |
| | Massimo Zedda                      | 250.797   | 32,92  | 1       | Unión Popular Cristiana–Partido Socialista Italiano | 9.275                                                      | 1,30    | –      |         |
| | Massimo Zedda                      | 250.797   | 32,92  | 1       | Proyecto Comunista por Cerdeña                      | 3.075                                                      | 0,43    | –      |         |
| Total | Total                              | 250.797   | 32,92  | 1       | 214.660                                             | 30,06                                                      | 17      |        |         |
| | Francesco Desogus                  | 85.342    | 11,20  | –       |                                                     | Movimiento 5 Estrellas                                     | 69.573  | 9,74   | 6       |
| | Paolo Maninchedda                  | 25.559    | 3,35   | –       |                                                     | Partido de los Sardos                                      | 26.216  | 3,67   | –       |
| | Mauro Pili                         | 17.593    | 2,31   | –       |                                                     | Sardos Libres                                              | 15.234  | 2,13   | –       |
| | Andrea Murgia                      | 13.955    | 1,83   | –       |                                                     | Autodeterminación                                          | 13.657  | 1,91   | –       |
| | Vindice Lecis                      | 4.528     | 0,59   | –       |                                                     | Refundación Comunista–Comunistas Italianos–Izquierda Sarda | 4.308   | 0,60   | –       |
| |                                    |           |        |         |                                                     |                                                            |         |        |         |
| Votos invalidos                                                                                             | Votos invalidos                    | 30.440    | –      |         |                                                     |                                                            |         |        |         |
| Total candidatos                                                                                            | Total candidatos                   | 790.709   | 100,00 | 2       | Total partidos                                      | Total partidos                                             | 706.020 | 100,00 | 58      |
| Votantes registrados/participación                                                                          | Votantes registrados/participación | 1.470.401 | 53,77  |         |                                                     |                                                            |         |        |         |
| Fuente: Región Autónoma de Cerdeña – Resultados (1.833 de 1.840 Presidente; 1.825 de 1.840 Listas); Escaños |                                    |           |        |         |                                                     |                                                            |         |        |         |

| \| Voto popular \| Voto popular \| Voto popular \| Voto popular \| Voto popular \| \| ------------ \| ------------ \| ------------ \| ------------ \| ------------ \| \| \| \| \| \| \| \| PD \| PD \| \| 13.47 % \| 13.47 % \| \| Lega \| Lega \| \| 11.40 % \| 11.40 % \| \| PSd'Az \| PSd'Az \| \| 9.86 % \| 9.86 % \| \| M5S \| M5S \| \| 9.74 % \| 9.74 % \| \| FI \| FI \| \| 8.04 % \| 8.04 % \| \| RS \| RS \| \| 5.08 % \| 5.08 % \| \| FdI \| FdI \| \| 4.72 % \| 4.72 % \| \| S2020 \| S2020 \| \| 4.13 % \| 4.13 % \| \| LeU \| LeU \| \| 3.79 % \| 3.79 % \| \| UdC \| UdC \| \| 3.77 % \| 3.77 % \| \| PdS \| PdS \| \| 3.67 % \| 3.67 % \| \| CP \| CP \| \| 3.17 % \| 3.17 % \| \| Noi \| Noi \| \| 2.80 % \| 2.80 % \| \| FC \| FC \| \| 2.62 % \| 2.62 % \| \| SiC \| SiC \| \| 2.46 % \| 2.46 % \| \| Otros \| Otros \| \| 11.28 % \| 11.28 % \| |        |  |         |         |
| Voto popular |        |  |         |         |
| |        |  |         |         |
| PD | PD     |  | 13.47 % | 13.47 % |
| Lega | Lega   |  | 11.40 % | 11.40 % |
| PSd'Az | PSd'Az |  | 9.86 %  | 9.86 %  |
| M5S | M5S    |  | 9.74 %  | 9.74 %  |
| FI | FI     |  | 8.04 %  | 8.04 %  |
| RS | RS     |  | 5.08 %  | 5.08 %  |
| FdI | FdI    |  | 4.72 %  | 4.72 %  |
| S2020 | S2020  |  | 4.13 %  | 4.13 %  |
| LeU | LeU    |  | 3.79 %  | 3.79 %  |
| UdC | UdC    |  | 3.77 %  | 3.77 %  |
| PdS | PdS    |  | 3.67 %  | 3.67 %  |
| CP | CP     |  | 3.17 %  | 3.17 %  |
| Noi | Noi    |  | 2.80 %  | 2.80 %  |
| FC | FC     |  | 2.62 %  | 2.62 %  |
| SiC | SiC    |  | 2.46 %  | 2.46 %  |
| Otros | Otros  |  | 11.28 % | 11.28 % |

| \| Presidente \| Presidente \| Presidente \| Presidente \| Presidente \| \| ----------- \| ----------- \| ---------- \| ---------- \| ---------- \| \| \| \| \| \| \| \| Solinas \| Solinas \| \| 47.78 % \| 47.78 % \| \| Zedda \| Zedda \| \| 32.91 % \| 32.91 % \| \| Desogus \| Desogus \| \| 11.20 % \| 11.20 % \| \| Maninchedda \| Maninchedda \| \| 3.35 % \| 3.35 % \| \| Pili \| Pili \| \| 2.31 % \| 2.31 % \| \| Murgia \| Murgia \| \| 1.83 % \| 1.83 % \| \| Lecis \| Lecis \| \| 0.59 % \| 0.59 % \| |             |  |         |         |
| Presidente |             |  |         |         |
| |             |  |         |         |
| Solinas | Solinas     |  | 47.78 % | 47.78 % |
| Zedda | Zedda       |  | 32.91 % | 32.91 % |
| Desogus | Desogus     |  | 11.20 % | 11.20 % |
| Maninchedda | Maninchedda |  | 3.35 %  | 3.35 %  |
| Pili | Pili        |  | 2.31 %  | 2.31 %  |
| Murgia | Murgia      |  | 1.83 %  | 1.83 %  |
| Lecis | Lecis       |  | 0.59 %  | 0.59 %  |

### Participación
| Región                                             | Hora   | Hora   | Hora   |
| Región                                             | 12:00  | 19:00  | 22:00  |
| -------------------------------------------------- | ------ | ------ | ------ |
| Cerdeña                                            | 16,77% | 43,78% | 53,77% |
| Provincia                                          | Hora   | Hora   | Hora   |
| Provincia                                          | 12:00  | 19:00  | 22:00  |
| Cagliari                                           | 18,58% | 45,25% | 55,52% |
| Nuoro                                              | 15,78% | 43,36% | 53,18% |
| Oristán                                            | 14,85% | 41,87% | 51,25% |
| Sácer                                              | 16,04% | 44,28% | 54,65% |
| Medio Campidano                                    | 15,30% | 40,41% | 50,85% |
| Carbonia Iglesias                                  | 16,61% | 42,00% | 51,35% |
| Ogliastra                                          | 16,24% | 44,46% | 54,26% |
| Olbia Tempio                                       | 16,28% | 43,47% | 52,73% |
| Fuente: Región Autónoma de Cerdeña – Participación |        |        |        |